# 하동 모한재
하동 모한재(河東 慕寒齋)는 대한민국 경상남도 하동군 옥종면 안계리에 있는, 겸재 하홍도 선생의 위패를 모시는 사당이다.
1996년 3월 11일 경상남도의 문화재자료 제230호 모한재으로 지정되었다가, 2018년 12월 20일 현재의 명칭으로 변경되었다.

## 개요
겸재 하홍도 선생의 위패를 모시는 사당이다.
조선 중기 학자인 하홍도(1593∼1666)는 성균관 유생으로 동료들의 존경을 받았으나, 광해군의 실정으로 벼슬을 단념하고 고향으로 돌아와 학문 연구와 후진양성에 힘썼다. 천문학에도 조예가 깊었으며 저서로는 『겸재집』이 있다.
모한재는 선생이 도학을 연구하고 학문을 강의하던 곳으로 당대의 현인인 미수 허목, 약천 남구만 등이 지내기도 한 곳이다. 여기에는 미수 선생의 친필을 보관하고 있으며 해마다 음력 3월 10일에는 영남 사람들이 선생의 위패를 모시고 제사를 지낸다.

## 참고 문헌
- 하동 모한재 - 국가유산청 국가유산포털